# Vikunjaull
Vikunjaullen är sällsynt och mycket dyrbar. Den fås av en typ av lamadjur, vikunja, som främst förekommer i Peru. Vikunjaullen är mycket mjukare och finare än vad till exempel kashmirull eller lammull är. Fibrernas längd är cirka 5–7 cm och har en vit till brunaktig färg.